# Teruo Abe
Teruo Abe (japansk: 安部 輝雄) var en japansk fodboldspiller. Han spillede for Japans fodboldlandshold.

## Japans fodboldlandshold
| Japans landshold | Japans landshold | Japans landshold |
| År               | Kmp              | Mål              |
| ---------------- | ---------------- | ---------------- |
| 1934             | 2                | 0                |
| Total            | 2                | 0                |